# 王遇 (南宋)
王遇（1142年—1211年），字子合，一字子正，号东湖先生。福建路龙溪县（今福建省漳州市龙海区）人。南宋官吏、儒家学者。
其父王羽仪，任衢州通判。王遇二十岁为太学上舍生，吕祖谦很器重他，任以学职。宋孝宗乾道八年（1172年），王遇登进士甲科，调任临江教授，遭父丧守制，服除，改任处州教授。又遭母丧守制，服除，调任蕲州教授。迁赣州通判。嘉定初年，调任太学博士，任诸王教授，迁常州知州，提举浙东常平。官至宗正寺丞，再迁右曹郎中。王遇受业于朱熹、张栻、吕祖谦之门。著有《论孟讲义》、《两汉博义》、《文集》，今已失传。宋宁宗嘉定四年（1211年），王遇病卒。